# Дерматомиозитис
Дерматомиозитис (ДМ) неуобичајена је инфламаторна болест коју карактерише слабост мишића и карактеристичана оспа на кожи. Може се јавити код одраслих и деце. Код одраслих, дерматомиозитис се обично јавља у периоду од касних 40-их до раних 60-их година живота, а код деце се најчешће јавља између 5 и 15 година. Дерматомиозитис погађа више жена него мушкараца.
Не постоји лек за дерматомиозитис, али се симптоматским лечењем кожне оспе може постићи период побољшања симптома, а и повратити снага и функција мишића.

## Историја
Ernst Leberecht Wagner 1863. године међу првима је описао случајеве инфламаторне болести мишића са присуством кожних лезија. Потом су сличне случајеве описали  Пјер Потен 1875. и Хајнрих Унверихт 1887. године, који је болест назвали дерматомиозитис. Накомн пола века 1930. године  Heinrich Adolf Gottron је дао детаљан опис кожних манифестација код дерматомиозитиса. Усвајање критеријуми за дијагностиковање ове болести (који се и данас користе) обављено је 19977. године .

## Етиологија
Узрок дерматомиозитиса је непознат, али болест има много заједничког са аутоимуним поремећајима, у којима  имунски систем грешком напада ткива сопственог тела.
Генетски фактори и фактори животне средине такође могу играти важну улогу у етиологији болести.  

### Фактори ризика
Док свако може развити дерматомиозитис, он је чешћи код жена. Генетика и фактори животне средине, укључујући вирусне инфекције и излагање сунцу, могу повећати ризик од развоја дерматомиозитиса. Одређени лекови и пушење такође могу бити фактори ризика.

## Патологија
Патолошке промене укључују оштећење ћелија и атрофију, са променљивим степеном упале. Мишићи руку, стопала и лица су мање погођени него други скелетни мишићи. Захваћеност мишића ждрела и горњег дела једњака, а повремено и срца може да наруши функцију тих органа. Може доћи до упале у зглобовима и плућима, посебно код пацијената са антисинтетазним антителима.
Дерматомиозитис карактерише таложење имунолошког комплекса у крвним судовима и сматра се васкулопатијом посредованом комплементом. Насупрот томе, полимиозитис карактерише директна повреда мишића посредована Т ћелијама, а некротизирајуће имуно посредоване миопатије карактеришу инфилтрати са претежно макрофагима и миофагоцитоза.

## Клиничка слика
Знаци и симптоми дерматомиозитиса могу се појавити изненада или се постепено развијати током времена. Најчешћи знаци и симптоми укључују:
Промене на кожи
У виду љубичастог или тамноцрвеног осипа, најчешће на лицу и очним капцима, на зглобовима, лактова и колена, грудима и леђима. Осип, који може бити праћен сврабом и болом, често је први знак дерматомиозитиса.
Слабост мишића
Прогресивна слабост мишића укључује мишиће најближе трупу, као што су они у боковима, бутинама, раменима, надлактицама и врату. Слабост погађа и леву и десну страну  тела и има тенденцију да се постепено погоршава.
Остали знаци и симптоми
Око 30% болесника има отечене, болне зглобове, али су ови симптоми генерално благи.
Код неких болесника стање утиче на плућа и могу имати кашаљ или отежано дисање. 
Ако болест утиче на срце, код болесника може доћи до појаве аритмија. 
Ако болест захвати крвне судове у желуцу или цревима, што је чешће код малолетних ДМ, ови болесници могу да повраћају крв, да имају црну катрану столицу, или да имају перффорацију негде у свом желудачноцревном тракту.
Неухрањеност као последица отежано гутање због захваћених мишића у једњаку, или нехотично   удисање хране или течности у плућа.
- Примери дерматомиозитиса
- Gottron's papules on finger joints
- Gottron's papules on the elbows of a person with juvenile DM
- Gottron's papules
- Gottron's bumps on a person with juvenile DM
- Gottron's papules in a severe case of juvenile dermatomyositis
- Heliotrope with swelling around the eyes
- Facial rash
- Severe rash on the hands, extending up the forearm
- Forearm rash
- Heliotrope

## Терапија
Лечење дерматомиозитиса је симптоматско, а основне методе лечења су имуносупресија и рехабилитација. Приликом планирања лечења важна је и правилно проценити време почетка лечења, тренутни ток болести, њено трајање и нежељена дејства коришћених лекова  .
Глукокортикостероиди
Високе дозе глукокортикостероида су лекови прве линије за дерматомиозитис  јер дају одговор код већине пацијената. У почетку, преднизон се примењује у дози од приближно 1 мг/кг. Код пацијената са акутним или тежим током, интравенски метилпреднизолон се примењује у дози од 0,5–1,0 грам у наредна 3 дана. Након 4 до 8 недеља лечења и посматрања клиничко побољшања са уоченим повећањем мишићне снаге и нормализацијом маркера оштећења мишића, доза лека се постепено смањује на најнижу ефикасну дозу одржавања. Доза одржавања се одређује појединачно, и обично су 5-10 мг преднизона. Лечење за одржавања траје најмање неколико месеци, а понекад и доживотно.
Имуносупресивни лекови друге линије
Већина пацијената реагује на лечење глукокортикостероидима, али неки од њих развијају резистенцију на лечење (стероидну резистенцију) и захтевају додатну примену имуносупресивног лека. Не постоји општеприхваћена дефиниција рефракторне болести, мада се најчешће претпоставља да је то немогућност постизања ремисије болести након најмање 3 месеца одговарајуће терапије кортикостероидима  .
Лекови друге линије се користе код пацијената који не реагују на глукокортикостероиде и код пацијената који реагују на високе дозе глукокортикостероида како би се смањила доза и избегла прекомерна токсичност. Одлука о започињању лечења имуносупресивним лековима доноси се индивидуално, узимајући у обзир:
- потребу за узимањем високих доза глукокортикостероида,
- немогућност смањења дозе лека или релапса болести,

- неефикасност лечења током 2-3 месеца

- брзо напредујућу слабост мишића.

Присуство промена органа, укључујући интерстицијалну болест плућа, је премиса за почетак терапије друге линије. У случају коморбидитета чији се ток погоршава применом високих доза глукокортикостероида, лечење се може започети применом глукокортикостероида заједно са леком друге линије, што омогућава брже смањење дозе глукокортикостероида. Неки аутори предлажу рано додавање имуносупресивних лекова друге линије у лечењу дерматомиозитиса  .
Не постоји довољно клиничких испитивања да би се утврдила ефикасност имуносупресивних лекова друге линије. Избор лекова остаје емпиријски. У другој линији лечења кортикостероидима се најчешће додају метотрексат или азиатропин. Понекад се користе циклоспорин, микофенолат мофетил, хумани имуноглобулин (ИВИГ), циклофосфамид и ритуксимаб. Имуносупресивним лековима друге линије обично је потребно 4-8 месеци да постану ефикасни. Третман прве линије обично укључује метотрексат, у случају релапса или рефракторне болести дају се циклоспорин или други имуносупресивни лекови друге линије Хронична релапсирајућа болест се дефинише као непостизање ремисије упркос употреби најмање једног имуносупресивног лека друге линије.
Метотрексат се сматра леком прве линије. Лек се примењује орално, интрамускуларно или субкутано у дози од 10-25 мг. Метотрексату може бити потребно 6-8 недеља да постане ефикасан и стога не пружа адекватну контролу брзо прогресивне болести. Лек није упоређиван са плацебом у клиничким испитивањима. Метотрексат и азатиоприн су се показали слично ефикасним  и није доказана разлика у ефикасности у поређењу са циклоспорином А. Упркос упоредивој ефикасности са азатиоприном и циклоспорином, метотрексат је повезан са мањом токсичношћу и бољом подношљивошћу  .
Азатиоприн се користи у дози од 1,5-2 мг/кг, лек постаје ефикасан након више од 3 месеца. Након постизања терапијског ефекта, доза се систематски смањује на дозу одржавања од 50 мг. Азатиоприн се показао ефикасним у поређењу са плацебом, боље побољшавајући снагу мишића у клиничком испитивању  .
Циклоспорин се користи у дози од 2,5-5 мг/кг. Лек има сличну ефикасност као метотрексат, али се не подноси добро. Лек у комбинацији са интравенским имуноглобулинима може да се користи у лечењу хроничне релапсирајуће болести  .
Мофетилмикофенолат се користи у случају неефикасности или нетолеранције на метотрексат или циклоспорин  .
У лечењу резистентних лезија коже користе се имуномодулаторни ефекти антималаријских лекова. Антималаријски лекови су се показали ефикасним у малим студијама. Третман укључује хидроксихлорокин у дози од 200 мг сваких 12 сати или хлорокин у дози од 250 мг сваких 12 сати. Антималаријски лекови не утичу на контролу мишићних промена  .
Интравенска примена имуноглобулина се примењује код пацијената код којих лечење имуносупресивним лековима није донело очекивани ефекат. Имуноглобулини могу бити корисни у лечењу трудница  као и код пацијената са брзо прогресивном болешћу. Предности ове методе лечења потврђене су рандомизованим плацебом контролисаним студијама. У лечењу дерматомиозитиса примењује се 5 узастопних курсева у дози од 0,4 мг/кг  .
Постоје докази који указују на то да ритуксимаб може бити ефикасан у лечењу рефракторног дерматомиозитиса. У клиничком испитивању које је процењивало ритуксимаб, није постигнуто статистички значајно побољшање, али је то можда било због недостатака у дизајну студије.
Локални и супортивни третман
Код отприлике половине пацијената, лезије коже се појављују или погоршавају након излагања ултраљубичастом зрачењу  . Препоручује се избегавање прекомерног излагања природним и вештачким изворима ултраљубичастог зрачења и коришћење крема за сунчање и одговарајуће одеће за заштиту од сунца. Због потребе да се избегне сунчево зрачење и нежељени ефекти лекова који се користе за лечење дерматомиозитиса, суплементација витамином Д може бити корисна  .
У лечењу кожних манифестација, локални глукокортикостероиди су од помоћи, обично се користе локални глукокортикостероиди класе три и четири. За кожу главе користе се шампони који садрже глукокортикостероиде, а затим се наноси гел, спреј или пена који такође садрже глукокортикостероиде. Поред локалне примене глукокортикостероида, инхибитори калцинеурина као што су такролимус или пимекролимус се понекад користе у лечењу лезија коже лица.
Емолијенси и хидратанти се користе за лечење свраба и пецкања повезаних са лезијама коже. За контролу свраба орално се дају антихистаминици (хидроксизин, цетиризин, лоратадин или феноксифенадин). Доксепин, трициклични антидепресив, такође има снажан антипруритски ефекат. Ментол, камфор и локални антихистаминици као што је диметинден могу се користити за локални третман свраба.
Рехабилитација
Кинезиотерапија игра важну улогу у обнављању покретљивости пацијената. У акутном периоду користе се пасивне вежбе, док се у периоду побољшања примењују изометријске вежбе, а затим изотоничне и аеробне вежбе  .

## Компликације
| Компликације           | Карактеристике |
| ---------------------- | --- |
| Потешкоће при гутању   | Ако су болешћу погођени мишићи једњака пацијент има проблема са гутањем, што може узроковати губитак телесне тежине и неухрањеност.        |
| Аспирациона пнеумонија | Отежано гутање може довести до тога да у плућа удахом доспе храна или течност, укључујући пљувачку.                                        |
| Проблема са дисањем    | Ако болест утиче на грудне мишиће, пацијент може имати проблема са дисањем, као што је кратак дах (диспнеја).                              |
| Депозити калцијума     | Могу се јавити у мишићима, кожи и везивном ткиву како болест напредује. Ове наслаге су чешће код деце и развијају се ранијој фази болести. |

|                              | Карактеристике |
| ---------------------------- | --- |
| Рејноов феномен              | Ово стање узрокује да прсти на рукама, ногама, образи, нос и уши бледе када су изложени ниским температурама.                                                                                         |
| Друге болести везивног ткива | У болести које се могу јавити са дерматомиозитисом спадају: лупус, реуматоидни артритис, склеродерма и Сјогренов синдром                                                                              |
| Кардиоваскуларне болести     | Дерматомиозитис може изазвати упалу срчаног мишића. Код малог броја оболелих који имају дерматомиозитис развија се конгестивна срчана инсуфицијенција и проблеми са срчаним ритмом.                   |
| Болест плућа                 | Интерстицијска болест плућа (која изазива ожиљке на плућном ткиву), чини плућа крутим и нееластичним Знаци укључују сув кашаљ и кратак дах.                                                           |
| Рак                          | Дерматомиозитис код одраслих је повезан са повећаном вероватноћом развоја рака, посебно рака јајника код жена. Сматра се да се ризик од рака смањује око три године након дијагнозе дерматомиозитиса. |

## Прогноза
Прогноза за преживљавање људи са дерматомиозитисом процењена у неколико научних студија значајно варира. У студији на 77 пацијената, 10-годишње преживљавање је постигнуто у 84% пацијената. У америчкој студији на 160 пацијената, 62% пацијената је постигло 10-годишње преживљавање, слични резултати су постигнути у тајванској студији на 192 пацијента, где је 66% пацијената преживело 10 година. 
Прогноза код дерматомиозитиса зависи од:
- старости пацијента,
- симптома од стране појединих органа,
- присуства малигног тумора (који је повезан са лошијом прогнозом).

Главни узроци смрти пацијената са дерматомиозитисом су: 
- срчана инсуфицијенција,
- респираторна инсуфицијенција,
- инфективне компликације,
- малигни тумори.